# Tricotin

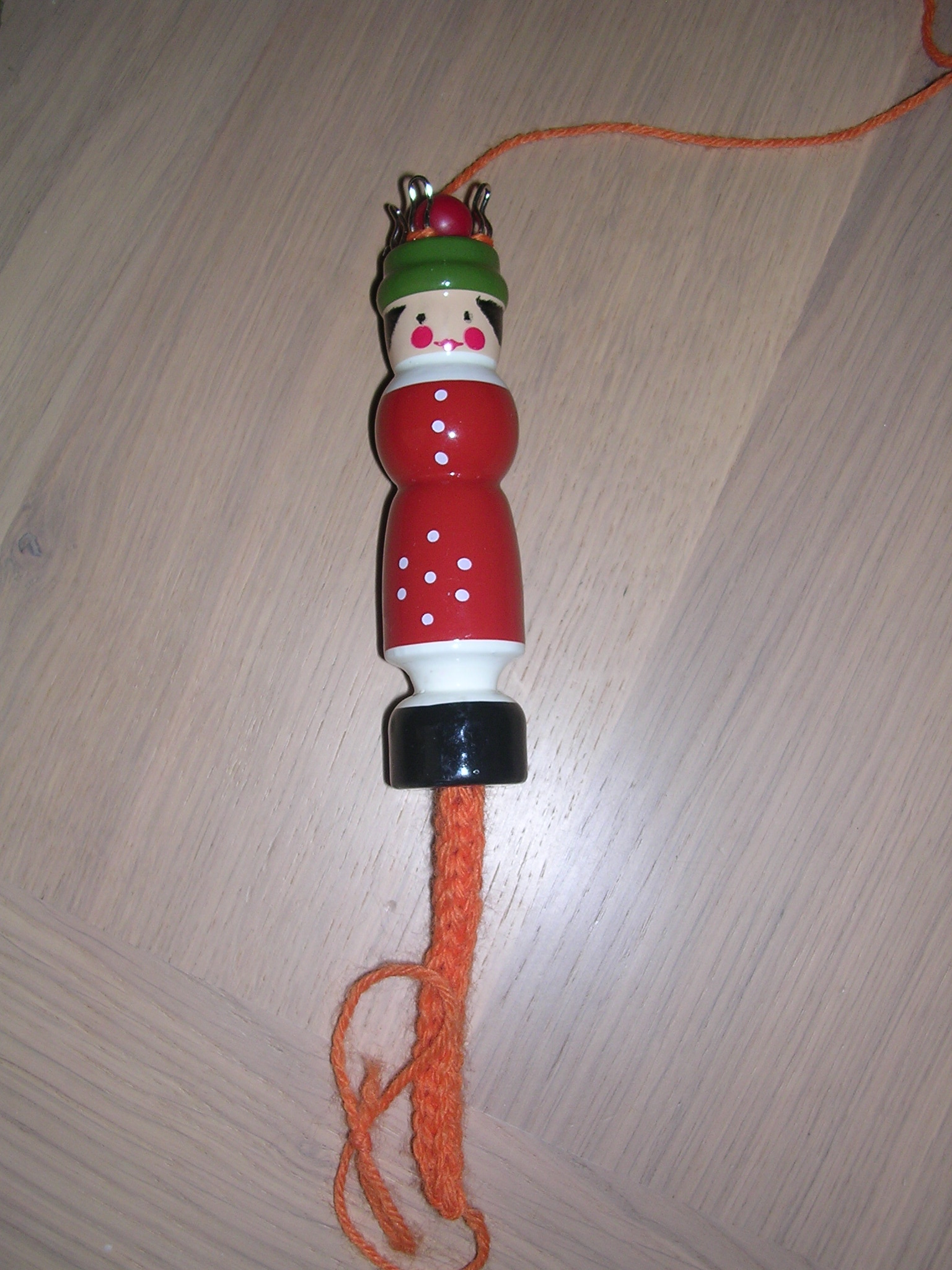
Tricotin manuel.

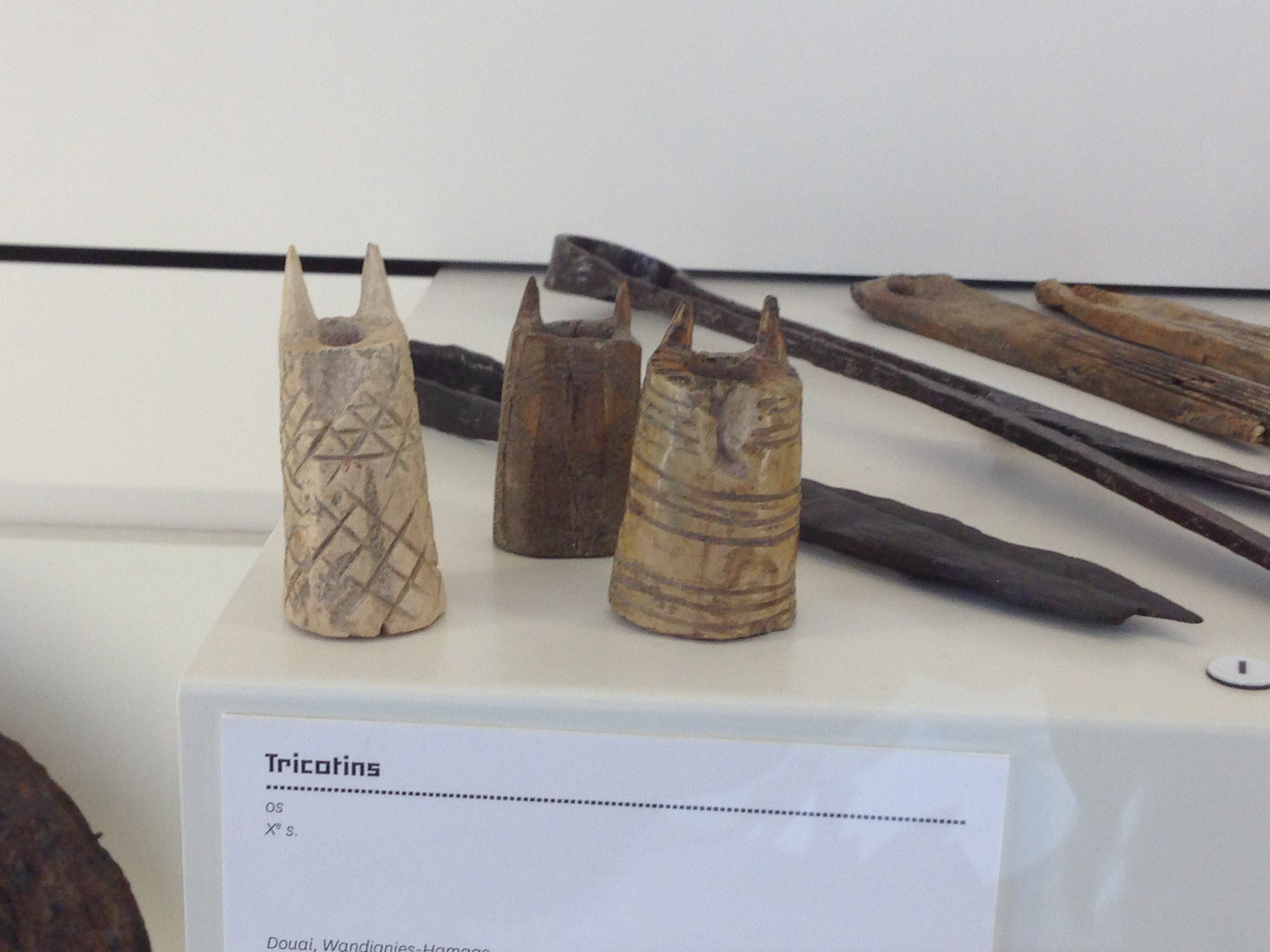
Tricotins du musée archéologique Arkéos.

Un tricotin est un petit appareil permettant de tricoter en rond pour fabriquer des tubes de laine, des tresses, des ganses, des foulards, etc. Il comprend un cylindre creux surmonté généralement de quatre crochets. Les plus simples sont manuels et s'utilisent avec une aiguille à tricoter. Il en existe de mécaniques fonctionnant à l'aide d'une manivelle.
Le terme désigne aussi le tube de laine tricotée fabriqué à l'aide de cet appareil et qui peut être utilisé ensuite pour fabriquer divers objets.

## Histoire
Les premiers tricotins retrouvés datent du Ier siècle, on retrouve ensuite des outils semblables en os ou en bois.
Depuis une dizaine d'années sont apparus des tricotins semi-automatiques manuels. Ils sont circulaires avec 24 ou 48 aiguilles et permettent de tricoter en rond ou à plat simplement en tournant une manivelle, ce qui permet de faire rapidement des ouvrages comme des bonnets ou écharpes.